# Ceratina ecuadoria
Ceratina ecuadoria là một loài Hymenoptera trong họ Apidae. Loài này được Friese mô tả khoa học năm 1917.